# Idaea ochraria
Idaea ochraria là một loài bướm đêm trong họ Geometridae.